# Rother (dopływ La Manche)
Rother (ang. River Rother, także Eastern Rother) – rzeka w południowo-wschodniej Anglii, w hrabstwie East Sussex, na krótkim odcinku wyznaczająca granicę z hrabstwem Kent. Długość rzeki wynosi 56 km.
Źródło rzeki znajduje się na południe od wsi Rotherfield, na wysokości około 150 m n.p.m. Rzeka płynie w kierunku wschodnim, przepływa w pobliżu wsi Mayfield, Robertsbridge i Northiam. W końcowym biegu rzeka skręca na południe, przepływa przez miasto Rye i uchodzi do kanału La Manche w pobliżu wsi Rye Harbour.